# パプア州
パプア州（パプアしゅう、インドネシア語: Provinsi Papua）は、インドネシア領ニューギニア島（イリアンジャヤ）の北部と、周辺の小島からなるインドネシアの州。州都はジャヤプラ。1963年5月1日にインドネシア領となった後、1969年9月17日に設立された。2002年以降はパプア特別自治法によって自治権を持つ。かつてはイリアンジャヤ全域を管轄していたが、2003年と2022年の2度にわたる分割によって現在の面積は創設時の2割程度にすぎない。面積は78,346平方キロメートル、人口は約101万人（2020年国勢調査）。
歴史的経緯から独立志向が強い地域でもあり、現在もパプア紛争と呼ばれる分離独立派住民とインドネシア政府の衝突が続いている。そのため政府は住民や海外のメディアの活動に神経をとがらせている。2017年3月には、フランス人ジャーナリスト2名が、同年5月には日本の映像制作会社関係者6名が、取材ビザを持たずに先住民族を撮影したとして国外退去処分となっている。

## 歴史
インドネシアは1949年のハーグ協定で独立を達成したが、西ニューギニアの帰属はオランダ領ニューギニアとして棚上げとなった。西ニューギニアは西ニューギニア紛争とインドネシアの侵攻を経て1962年10月1日に国際連合の暫定統治下となり、1963年5月1日にインドネシアへ引き渡された。論争のある住民投票の結果、1969年9月17日に西イリアン州（Irian Barat）として完全に編入された。同時に首府はスカルナープラからジャヤプラへ改名された。1973年3月1日、イリアンジャヤ州 (Irian Jaya）へ改称。2002年1月1日にパプア特別自治法が施行されたことにより、パプア州へ再度改称した。
一方、州の権限を制限する動きもみられる。1999年9月16日、インドネシア国会はイリアンジャヤ州から西イリアンジャヤ州と中部イリアンジャヤ州を分割する法案を可決した。10月12日にそれぞれの州の州知事が就任したが、現地住民からの反発もあり11月29日に無期限延期が発表された。またパプア特別自治法第76条には、パプア州の立法府からの承認がない限り分割はできないとされた。しかし2003年11月14日に西イリアンジャヤ州（2007年に西パプア州へ改称）が大統領令によって創設され、議論を呼んだ。なお憲法裁判所は2004年11月11日に1999年の分割法案を取り消したが、西イリアンジャヤ州は既に設立されていたため対象外とした。
2021年にパプア特別自治法の終了期限が近づいたことで国会では議論が交わされ、2021年7月15日に同法を改正することで2041年まで延長された。インドネシア政府は改正による州の貧困問題が解決することを強調しているが、州の自治権は縮小し、地域政党の設立を認めた条項の削除、インドネシア政府はパプア州の立法府からの承認なしに州の分割が行えるようになった。パプア州では改正に反対する住民によってデモが行われたが、治安部隊によって鎮圧された。また改正の議論にパプア人が関わっていないことも問題視されている。
2022年4月、国会下院はパプア州から南パプア州（メラウケ）、中部パプア州（ティミカ、後にナビレへ変更）、山岳パプア州（ワメナ）の3州の創設を可決した。州政府から反発はあったが、2021年の特別自治法改正が後押しとなり6月30日にパプア州は分割された。

## 地理
中央を東西にマウケイ山脈が走る。オセアニア最高峰のプンチャック・ジャヤを有する。マウケイ山脈の西側にあるスディルマン山脈は、鉱物資源が豊富である。銅は世界第3位、金は世界第1位の埋蔵量である。鉱山会社フリーポート・マクモラン社（本社米国ルイジアナ州）が1967年に進出、1973年からエルツバーグ山で銅の採掘を開始し、1987年グラスバーグ山で金脈を発見した。現在（2000年代）は、銅・金・銀を合わせた採掘量は日産20万トン近くに達している。
イリアンジャヤ州時代の面積は416,060平方キロメートル（パプア州と西パプア州の合計）、西パプア州分離後の面積は319,036平方キロメートルであった。かつては太平洋、チェンデラワシ湾、アラフラ海に面していたが、2022年の分割後はニューギニア島北部のみとなりアラフラ海とは接さなくなった。

## 政治
パプア特別自治法により自治が認められている。立法府はパプア人民代表評議会（Dewan Perwakilan Rakyat Papua, DPRP）。また先住民族の文化的代表としてパプア人民会議（Majelis Rakyat Papua, MRP）が設置されている。
国内で最も開発が遅れている地域であり、人間開発指数は60.62で34州中最下位。州内の教育や貧富の格差も激しい。地方自治体は特別自治法によって国から財政的援助を受けているが、本来の目的外利用が絶えず効果は限定的となっている。

## 行政区画

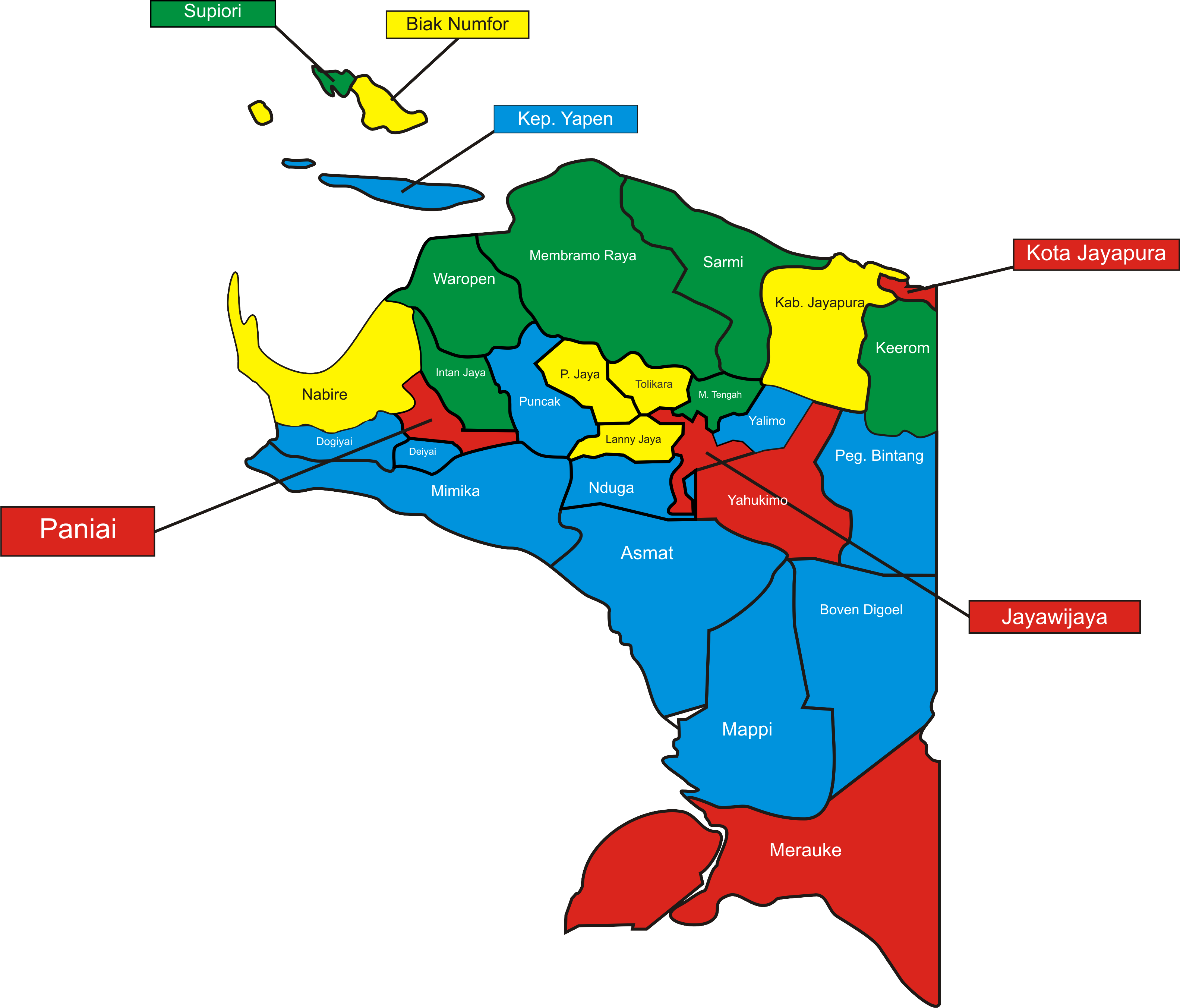
2022年の分割前の行政区画

2022年6月30日以降、8県（インドネシア語：Kabupaten）と1市を管轄する。
| 県章 | 県名               | インドネシア語名          | 県都             | 面積 (km2) | 人口 (2020年) |
| ---- | ------------------ | ------------------------- | ---------------- | ---------- | ------------- |
|      | ビアク・ヌンホル県 | Kabupaten Biak Numfor     | ビアク島         | 2,602      | 134,650       |
|      | ジャヤプラ県       | Kabupaten Jayapura        | センタニ         | 11,157     | 166,171       |
|      | ケーロム県         | Kabupaten Keerom          | ワリス           | 8,390      | 61,623        |
|      | ヤーペン諸島県     | Kabupaten Kepulauan Yapen | セルイ           | 2,050      | 112,676       |
|      | ジャヤプラ市       | Kota Jayapura             | -                | 936        | 398,478       |
|      | マンベラモ・ラヤ県 | Kabupaten Mamberamo Raya  | ブルメソ         | 23,814     | 36,483        |
|      | サーミ県           | Kabupaten Sarmi           | サーミ           | 17,742     | 41,515        |
|      | スピオリ県         | Kabupaten Supiori         | ソレンディウェリ | 678        | 22,547        |
|      | ワロペン県         | Kabupaten Waropen         | ボタワ           | 10,977     | 33,943        |

## 住民

### 民族
住民は大きく、古くからの先住民であるパプア人と、アウストロネシア系諸民族に分かれる。アウストロネシア系諸民族はさらに、古い移民で先住民に含められるメラネシア人と、インドネシア領時代の最近の移民に分かれる。
パプア人は、先史時代からニューギニア島全域に住む最も古い住民である。現在は主に内陸に住む。アスマト族・ダニ族 などが含まれる。
メラネシア人は、メラネシア一帯に住むアウストロネシア系の海洋民族である。14世紀に近隣の島からカヌーで訪れ、海岸地帯やニューギニア島周辺の小島に入植した。
インドネシア領になってからは、インドネシア各地から大規模な入植がなされた。彼らは主にジャワ族などアウストロネシア系だが、若干の華人などもいる。
人口比は、パプア人が52%、その他が計48%である (2002年 西パプア州分離前)。先住民（パプア人・メラネシア人）が82.52%、その他が計17.48%とするデータもある。

### 宗教
イスラム教国のインドネシアにおいて、キリスト教徒が4分の3を占める。これは、この地がインドネシア本土に成立してきたイスラム諸王朝の勢力範囲外だったためイスラム教が広まらず、近代になって宣教師が先住民（パプア人・メラネシア人）にキリスト教を布教したためである。